# 한민대학교 축구부
한민대학교 축구부(영어: Hanmin University  Football Club)는 대한민국 충청남도 논산시에 위치한 대학교 축구부이다. 한민대학교에서 운영하는 대학 축구부이며, 2001년에 창단되어 김태봉 선수와 같은 선수들을 배출했지만 해당 학교가 2013년 폐교하게 되면서 축구부 또한 사라졌다.

## 참고 문헌
- “KFA 통합경기정보 시스템”. 대한축구협회.

## 같이 보기
- 한민대학교